# A piros léggömb
A piros léggömb (eredeti cím: Le ballon rouge) egy Cannes-ban is díjat nyert Oscar-díjas francia kisjátékfilm.

## Tartalom
A film Pascalt (Pascal Lamorisse) követi nyomon, egy fiatal fiút, aki egyik reggel iskolába menet felfedez egy nagy, héliummal teli vörös léggömböt. Ahogy játszik vele, rájön, hogy megvan a maga elméje és akarata. Követni kezdi, bárhová is megy, soha nem téved el tőle, és időnként a lakása ablakán kívül lebeg, mivel anyja nem engedi be.
A léggömb Pascalt követi Párizs utcáin, és sok figyelmet és irigységet von maga után a többi gyerekből, miközben az utcákon bolyonganak. Egy ponton a léggömb behatol az osztálytermébe, felháborodást okozva az osztálytársaiban. Ez riasztja az igazgatót, aki Pascalt bezárja az irodájába. Később, miután kiszabadultak, Pascal és a léggömb találkozik egy fiatal lánnyal (Sabine Lamorisse), akinek kék léggömbje van, és úgy tűnik, hogy szintén megvan a maga esze és akarata, akárcsak az övé.
Egy vasárnap azt mondják a léggömbnek, hogy maradjon otthon, amíg Pascal és édesanyja templomba mennek. A nyitott ablakon keresztül azonban követi őket a templomba, és egy szidó gyöngy vezeti ki őket.
Miközben Pascal és a léggömb a környéken vándorol, egy csapat idősebb fiú, akik irigylik a léggömböt, ellopják, miközben ő egy pékségben tartózkodik, de sikerül előhoznia. Szűk sikátorokon keresztüli üldözést követően a fiúk végül utolérik őket. Visszatartják Pascalt, miközben parittyalövésekkel és kövekkel hozzák le a léggömböt, mielőtt az egyikük megsemmisítené a rátaposással.
A film akkor ér véget, amikor az összes többi párizsi léggömb Pascal segítségére lesz, és elviszi a város feletti léggömbökkel.